# Улица Токарева (Сестрорецк)
Улица То́карева — улица в городе Сестрорецке Курортного района Санкт-Петербурга. Проходит от Приморского шоссе и Транспортной улицы до Дубковского шоссе.

## История
Прежде состояла из двух улиц — Литейной и Рыбацкой. Литейная улица (от Дубковского шоссе до Водосливного канала) в последней четверти XIX века получила название Литейный переулок. Оно связано с тем, что здесь жили семьи рабочих-литейщиков Сестрорецкого оружейного завода. В 1920-х годах переулку был изменён статус на улицу.
Название Рыбацкая улица (от Водосливного канала до Приморского шоссе) появилось в конце 1940-х годов. Оно связано с тем, что здесь, в устье Водосливного канала, базировалась одна из бригад рыболовецкого колхоза имени В. И. Ленина.
14 апреля 1975 года Литейную и Рыбацкую улицы объединили под общим названием улица Токарева. Оно дано в честь Ф. В. Токарева, русского конструктора стрелкового оружия, работавшего на Сестрорецком оружейном заводе в 1908—1914 годах. Этим же постановлением в состав улицы Токарева была включена Малая Канонерская улица, но данное решение оказалось не выполнено.

## Интересные факты
В 1930-х годах по Литейной улице получили свои названия Литейная набережная, Малый Литейный и Большой Литейный переулки. Малый Литейный ныне упразднен в 1970-х годах. Позднее на карте появился Литейный мост.
В 2007 году «для сохранения наименования» новую улицу южнее озера Сестрорецкий Разлив нарекли Рыбацкой.

## Застройка
- № 1 — жилой дом (1988[5])
- № 2 — жилой дом (2010[5])
- № 3 — жилой дом (1983[5])
- № 4 — жилой дом (1986[5])
- № 5 — школа № 435 (1989[5])
- № 6 — жилой дом (1999[5])
- № 7 — жилой дом (1987[5]). На первом этаже расположена центральная районная библиотека им. М. М. Зощенко. Рядом 14 сентября 2003 года был установлен памятник писателю (ск. В. Ф. Онешко, арх. Н. Н. Соколов); возле него ежегодно проводятся Зощенковские чтения в день его рождения.
- № 8 — жилой дом (1997[5])
- № 9 — жилой дом (1986[5])
- № 10 — жилой дом (1993[5])
- № 11 — детский сад № 13 «Дельфин» (1990[5])
- № 12 — жилой дом (1985[5])
- № 13 — детский сад № 22 (1986[5])
- № 13а — жилой дом (2007[5])
- № 14 — жилой дом (1985[5])
- № 14а — жилой дом (1986[5])
- № 15 — жилой дом (1980[5])
- № 16 — жилой дом (1986[5])
- № 18 — жилой дом (1986[5])
- № 20 — школа № 556 (1988[5])

## Фотогалерея
- Улица Токарева в городе Сестрорецке Санкт-Петербурга
- Токарева дом 1
- Токарева дом 3
- 435 школа
- Токарева дом 7
- Токарева дом 9
- «Змей Горыныч»
- Канал «Шипучка»
- «Итальянские» дворики
- Зощенковские чтения
- Памятник Зощенко
- Школа № 556 г. Сестрорецка
- Сквер на Токарева 14
- Хоккейная коробка клуба «Восход»
- Улица Токарева 15
- ул. Токарева 5. Спортплощадка. 2012 год